# Zheng Jiuyuan
Zheng Jiuyuan (en chino: 郑九源; 13 de abril de 2004) es un deportista chino que compite en saltos de trampolín.
Ganó cuatro medallas en el Campeonato Mundial de Natación, en los años 2023 y 2025. En los Juegos Asiáticos de 2022 consiguió una medalla de plata en la prueba de trampolín 3 m.

## Palmarés internacional
| Campeonato Mundial | Campeonato Mundial  | Campeonato Mundial | Campeonato Mundial   |
| Año                | Lugar               | Medalla            | Prueba               |
| ------------------ | ------------------- | ------------------ | -------------------- |
| 2023               | Fukuoka (Japón)     | Medalla de oro     | Equipo mixto         |
| 2023               | Fukuoka (Japón)     | Medalla de bronce  | Trampolín 1 m        |
| 2025               | Singapur (Singapur) | Medalla de oro     | Trampolín 1 m        |
| 2025               | Singapur (Singapur) | Medalla de oro     | Trampolín 3 m sincro |
| Juegos Asiáticos   |                     |                    |                      |
| Año                | Lugar               | Medalla            | Prueba               |
| 2022               | Hangzhou (China)    | Medalla de plata   | Trampolín 3 m        |